# 351

## Hlavy států
- Papež – Julius I. (337–352)
- Římská říše – Constantius II. (337–361)
- Perská říše – Šápúr II. (309–379)